# 迪亞斯岩
63°18′S 58°45′W / 63.300°S 58.750°W

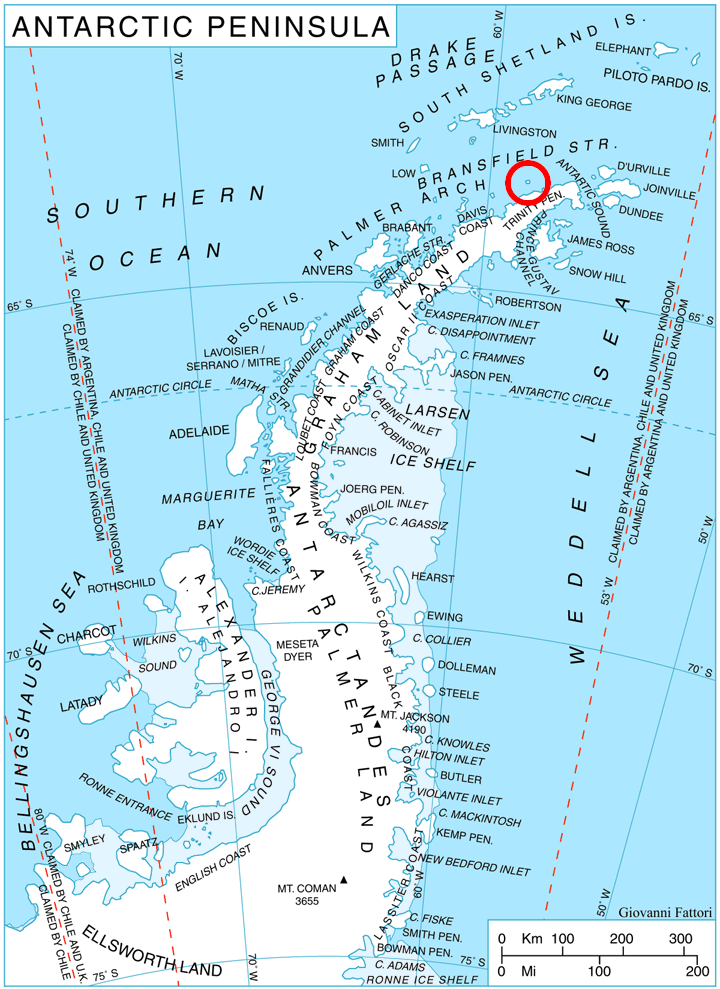

迪亞斯岩（英語：Diaz Rock）是南極洲的岩石，位於星盤島西北端，處於拉杜伊爾角西北面1公里，由英國探險隊測量和拍攝空中照片，由智利探險隊命名，現時由南極條約體系管理。